# Rhegmoclema bifida
Rhegmoclema bifida är en tvåvingeart som först beskrevs av Zilahi-sebess 1956.  Rhegmoclema bifida ingår i släktet Rhegmoclema och familjen dyngmyggor.
Artens utbredningsområde är Rumänien. Inga underarter finns listade i Catalogue of Life.